# Torula divaricata
Torula divaricata är en svampart som beskrevs av Matsush. 1971. Torula divaricata ingår i släktet Torula, divisionen sporsäcksvampar och riket svampar.   Inga underarter finns listade i Catalogue of Life.